# Pad Abort Test-2 (Аполлон)
Друге випробування системи аварійного порятунку на старті (англ. Pad Abort Test-2) — друга перевірка роботи системи аварійного порятунку на стартовій позиції до запуску ракети-носія за американською космічною програмою Аполлон.
Використовувались: масогабаритний макет командного відсіку (BP-23A) і система аварійного порятунку на старті. На відміну від першого випробування до системи порятунку на старті було додано крильця для орієнтації макета основою донизу. Також макет командного відсіку було вкрито теплозахистом для уникнення пошкодження вихлопними газами.
Запуск було здійснено 29 липня 1964 о 13:00:01 UTC з випробувального полігону Вайт-Сендз в штаті Нью-Мексико зі стартового комплексу 36.
Система аварійного порятунку підняла макет командного відсіку на висоту понад 1 524 м від стартового майданчика. Система посадки спрацювала нормально.